# Veyras
Veyras foi uma comuna da Suíça, no Cantão Valais, com cerca de 1 586 habitantes. Estendia-se por uma área de 1,5 km², de densidade populacional de 1 057 hab/km². Confinava com as seguintes comunas: Miège, Salgesch, Sierre, Venthône. 
A língua oficial nesta comuna era o Francês.

## História
Em 1 de janeiro de 2021, passou a formar parte da comuna de Noble-Contrée.